# Maccabeesa lawrencei
Maccabeesa lawrencei is een hooiwagen uit de familie Assamiidae.